# 一氧化锰
一氧化锰是锰的一种氧化物，化学式MnO，在自然界中以罕见的方锰矿的形式存在。它在磁共振成像、电极材料制备等方面有着潜在应用。

## 结构
一氧化锰有着与氯化钠晶体相同的结构，其阴、阳离子都处于八面体的配位环境中，它有着非化学计量比的组成，可由MnO变化到MnO1.045。在118 K以下时，一氧化锰具有反铁磁性，其磁结构最初于1951年由中子衍射得到表征。。其禁带宽度为4.02 eV，自旋磁矩为4.52 μB。

## 制备
一氧化锰可由氢气还原锰的高价氧化物得到，如：
{\displaystyle \mathrm {MnO} _{2}+\mathrm {H} _{2}\longrightarrow \mathrm {MnO} +\mathrm {H} _{2}\mathrm {O} }
工业上用氢气、一氧化碳或甲烷还原二氧化锰制得：
{\displaystyle \mathrm {MnO} _{2}+\mathrm {CO} \longrightarrow \mathrm {MnO} +\mathrm {CO} _{2}}
一氧化锰也可由碳酸锰的热分解制得：
{\displaystyle \mathrm {MnCO} _{3}\longrightarrow \mathrm {MnO} +\mathrm {CO} _{2}}
草酸锰的热分解根据产物的不同会生成一氧化锰、α-三氧化二锰或四氧化三锰，其中在真空中于500 °C分解可以得到一氧化锰。

## 化学性质
一氧化锰不溶于水，是一种离子型的碱性氧化物，和酸反应得到相应的二价锰盐。例如：
{\displaystyle \mathrm {CF} _{3}\mathrm {SO} _{3}\mathrm {H} +\mathrm {MnO} \longrightarrow \mathrm {(CF} _{3}\mathrm {SO} _{3}\mathrm {)} _{2}\mathrm {Mn+} \mathrm {H} _{2}\mathrm {O} }
它在高温下和氢氧化钠反应，生成锰(III)酸钠并放出氢气：
{\displaystyle \mathrm {2MnO} +\mathrm {2NaOH} \longrightarrow \mathrm {NaMnO} _{2}+\mathrm {H} _{2}\uparrow }
它和氯化铁反应得到铁酸锰：
{\displaystyle \mathrm {2FeCl} _{3}+\mathrm {4MnO} \longrightarrow \mathrm {MnFe} _{2}\mathrm {O} _{4}+\mathrm {3MnCl} _{2}}
它和氧化钡、锰(III)酸钇于高温反应，可以得到具有层状钙钛矿结构的化合物YBaMn2O5；和五氧化二钒或偏钒酸铵反应，得到具有钪钇石结构的Mn2V2O7。
它可以直接用作反应物来构建其它一些含锰材料，如(H2dmp)0.5Mn(H2PO4)(C2O4)、Na3Mn2SbO6等。

## 拓展阅读
1. Spear, Frank S.; Cheney, John T. . Contributions to Mineralogy and Petrology. 1989, 101 (2): 149–164. ISSN 0010-7999. doi:10.1007/BF00375302.
2. Wu, Rongcheng; Qu, Jiuhui; Chen, Yongsheng. . Water Research. 2005, 39 (4): 630–638. ISSN 0043-1354. doi:10.1016/j.watres.2004.11.005.
3. Dong, Shun; Tang, Weikang; Hu, Peitao; Zhao, Xiaoguang; Zhang, Xinghong; Han, Jiecai; Hu, Ping. . ACS Sustainable Chemistry & Engineering. 2019, 7 (13): 11795–11805. ISSN 2168-0485. doi:10.1021/acssuschemeng.9b02100.